# Lutas nos Jogos Olímpicos de Verão de 2024
As competições de lutas nos Jogos Olímpicos de Verão de 2024 em Paris, na França, ocorreram entre 5 a 11 de agosto no Grand Palais Éphémère, localizado no Campo de Marte. Um total de 290 lutadores disputaram as dezoito categorias de peso diferentes nesses Jogos. Os homens lutaram entre si nos eventos de luta livre e luta greco-romana, enquanto as mulheres participaram apenas do estilo livre.

## Qualificação
Semelhante aos Jogos anteriores, 288 vagas estavam disponíveis em três fases de qualificação para Paris 2024. Cada Comitê Olímpico Nacional (CON) poderia enviar apenas um lutador por categoria de peso. Como país sede, a França reservou pelo menos duas vagas em três estilos diferentes.
O período de qualificação iniciou-se no Campeonato Mundial de Luta de 2023, disputado no início de setembro em Belgrado, Sérvia. Cinco vagas de cota para cada uma das dezoito categorias de peso foram concedidas aos quatro medalhistas (ouro, prata e dois bronzes) e ao campeão de uma luta entre dois perdedores das disputas pela medalha de bronze. No início da temporada de 2024, quatro torneios continentais de qualificação (Ásia, Europa, Américas e África e Oceania conjuntas) distribuíram um total de 144 vagas aos dois primeiros finalistas de cada continente nas dezoito categorias de peso. O restante das cotas foi atribuído no Torneio de Qualificação Mundial de 2024, onde três vagas por categoria de peso para os dois lutadores mais bem classificados, além do vencedor da disputa entre dois medalhistas de bronze, completaram os lutadores participantes.

## Formato
Dezesseis lutadores competem em cada categoria. A competição consiste em um torneio de eliminação simples, com uma repescagem usada para determinar o vencedor de duas medalhas de bronze. Os dois finalistas lutam pelas medalhas de ouro e prata. Cada lutador que perder para um dos dois finalistas é movido para a repescagem que culmina em um par de lutas pela medalha de bronze com os perdedores da semifinal enfrentando o oponente restante da repescagem de sua metade da chave.

## Calendário
Dois categorias da luta greco-romana (–60 kg e –130 kg masculino) e uma categoria de luta livre (–63 kg feminino) abriram as disputas em 5 de agosto e se encerraram em 11 de agosto com três categorias da luta livre (–65 kg e –97 kg masculino e –76 kg feminino).
| OF | Oitavas | ¼ | Quartas | ½ | Semifinais | R | Repescagem | F | Final |

| DataEvento             | Seg 5 ago | Seg 5 ago | Seg 5 ago | Ter 6 ago | Ter 6 ago | Ter 6 ago | Qua 7 ago | Qua 7 ago | Qua 7 ago | Qui 8 ago | Qui 8 ago | Qui 8 ago | Sex 9 ago | Sex 9 ago | Sex 9 ago | Sáb 10 ago | Sáb 10 ago | Sáb 10 ago | Dom 11 ago | Dom 11 ago | Dom 11 ago |
|                        | M         | M         | N         | M         | M         | N         | M         | M         | N         | M         | M         | N         | M         | M         | N         | M          | M          | N          | M          | N          | N          |
| ---------------------- | --------- | --------- | --------- | --------- | --------- | --------- | --------- | --------- | --------- | --------- | --------- | --------- | --------- | --------- | --------- | ---------- | ---------- | ---------- | ---------- | ---------- | ---------- |
| Livre masculino        |           |           |           |           |           |           |           |           |           |           |           |           |           |           |           |            |            |            |            |            |            |
| Até 57 kg              |           |           |           |           |           |           |           |           |           | OF        | ¼         | ½         | R         | R         | F         |            |            |            |            |            |            |
| Até 65 kg              |           |           |           |           |           |           |           |           |           |           |           |           |           |           |           | OF         | ¼          | ½          |            | R          | F          |
| Até 74 kg              |           |           |           |           |           |           |           |           |           |           |           |           | OF        | ¼         | ½         | R          | R          | F          |            |            |            |
| Até 86 kg              |           |           |           |           |           |           |           |           |           | OF        | ¼         | ½         | R         | R         | F         |            |            |            |            |            |            |
| Até 97 kg              |           |           |           |           |           |           |           |           |           |           |           |           |           |           |           | OF         | ¼          | ½          |            | R          | F          |
| Até 125 kg             |           |           |           |           |           |           |           |           |           |           |           |           | OF        | ¼         | ½         | R          | R          | F          |            |            |            |
| Greco-romana masculino |           |           |           |           |           |           |           |           |           |           |           |           |           |           |           |            |            |            |            |            |            |
| Até 60 kg              | OF        | ¼         | ½         | R         | R         | F         |           |           |           |           |           |           |           |           |           |            |            |            |            |            |            |
| Até 67 kg              |           |           |           |           |           |           | OF        | ¼         | ½         | R         | R         | F         |           |           |           |            |            |            |            |            |            |
| Até 77 kg              |           |           |           | OF        | ¼         | ½         | R         | R         | F         |           |           |           |           |           |           |            |            |            |            |            |            |
| Até 87 kg              |           |           |           |           |           |           | OF        | ¼         | ½         | R         | R         | F         |           |           |           |            |            |            |            |            |            |
| Até 97 kg              |           |           |           | OF        | ¼         | ½         | R         | R         | F         |           |           |           |           |           |           |            |            |            |            |            |            |
| Até 130 kg             | OF        | ¼         | ½         | R         | R         | F         |           |           |           |           |           |           |           |           |           |            |            |            |            |            |            |
| Livre feminino         |           |           |           |           |           |           |           |           |           |           |           |           |           |           |           |            |            |            |            |            |            |
| Até 50 kg              |           |           |           | OF        | ¼         | ½         | R         | R         | F         |           |           |           |           |           |           |            |            |            |            |            |            |
| Até 53 kg              |           |           |           |           |           |           | OF        | ¼         | ½         | R         | R         | F         |           |           |           |            |            |            |            |            |            |
| Até 57 kg              |           |           |           |           |           |           |           |           |           | OF        | ¼         | ½         | R         | R         | F         |            |            |            |            |            |            |
| Até 62 kg              |           |           |           |           |           |           |           |           |           |           |           |           | OF        | ¼         | ½         | R          | R          | F          |            |            |            |
| Até 68 kg              | OF        | ¼         | ½         | R         | R         | F         |           |           |           |           |           |           |           |           |           |            |            |            |            |            |            |
| Até 76 kg              |           |           |           |           |           |           |           |           |           |           |           |           |           |           |           | OF         | ¼          | ½          |            | R          | F          |

## Nações participantes
Ao todo, 61 CONs enviaram seus lutadores qualificados, além da equipe de Atletas Individuais Neutros. Entre parênteses encontra-se representada a quantidade de competidores.
- RSA África do Sul (1)
- ALB Albânia (3)
- GER Alemanha (7)
- ALG Argélia (8)
- ARM Armênia (5)
- AIN Atletas Individuais Neutros (2)
- AUS Austrália (2)
- AZE Azerbaijão (12)
- BHR Bahrein (1)
- BRA Brasil (1)
- BUL Bulgária (6)
- CAN Canadá (6)
- KAZ Cazaquistão (8)
- CHI Chile (2)
- CHN China (12)
- COL Colômbia (4)
- PRK Coreia do Norte (3)
- KOR Coreia do Sul (3)
- CUB Cuba (10)
- DEN Dinamarca (1)
- EGY Egito (11)
- ECU Equador (4)
- EOR Equipe Olímpica de Refugiados (2)
- SVK Eslováquia (1)
- USA Estados Unidos (16)
- EST Estônia (1)
- FIN Finlândia (2)
- FRA França (3)
- GEO Geórgia (7)
- GRE Grécia (3)
- GUM Guam (2)
- GBS Guiné-Bissau (2)
- HON Honduras (1)
- HUN Hungria (5)
- IND Índia (6)
- IRI Irã (12)
- ITA Itália (3)
- JPN Japão (13)
- LTU Lituânia (3)
- MKD Macedônia do Norte (1)
- MAR Marrocos (1)
- MEX México (2)
- MDA Moldávia (7)
- MGL Mongólia (9)
- NGR Nigéria (6)
- NOR Noruega (1)
- NZL Nova Zelândia (1)
- POL Polônia (5)
- PUR Porto Rico (4)
- KGZ Quirguistão (10)
- DOM República Dominicana (1)
- ROU Romênia (5)
- SAM Samoa (1)
- SMR San Marino (1)
- SRB Sérvia (5)
- SWE Suécia (2)
- TJK Tajiquistão (1)
- TUN Tunísia (3)
- TUR Turquia (11)
- UKR Ucrânia (9)
- UZB Uzbequistão (7)
- VEN Venezuela (4)

## Medalhistas

### Luta greco-romana
Masculino
| Evento              | Ouro                         | Prata                           | Bronze                                 |
| ------------------- | ---------------------------- | ------------------------------- | -------------------------------------- |
| Até 60 kg detalhes  | Kenichiro Fumita JPN Japão   | Cao Liguo CHN China             | Zholaman Sharshenbekov KGZ Quirguistão |
| Até 60 kg detalhes  | Kenichiro Fumita JPN Japão   | Cao Liguo CHN China             | Ri Se-ung PRK Coreia do Norte          |
| Até 67 kg detalhes  | Saeid Esmaeili IRI Irã       | Parviz Nasibov UKR Ucrânia      | Hasrat Jafarov AZE Azerbaijão          |
| Até 67 kg detalhes  | Saeid Esmaeili IRI Irã       | Parviz Nasibov UKR Ucrânia      | Luis Orta CUB Cuba                     |
| Até 77 kg detalhes  | Nao Kusaka JPN Japão         | Demeu Zhadrayev KAZ Cazaquistão | Malkhas Amoyan ARM Armênia             |
| Até 77 kg detalhes  | Nao Kusaka JPN Japão         | Demeu Zhadrayev KAZ Cazaquistão | Akzhol Makhmudov KGZ Quirguistão       |
| Até 87 kg detalhes  | Semen Novikov BUL Bulgária   | Alireza Mohmadi IRI Irã         | Zhan Beleniuk UKR Ucrânia              |
| Até 87 kg detalhes  | Semen Novikov BUL Bulgária   | Alireza Mohmadi IRI Irã         | Turpal Bisultanov DEN Dinamarca        |
| Até 97 kg detalhes  | Mohammad Hadi Saravi IRI Irã | Artur Aleksanyan ARM Armênia    | Gabriel Rosillo CUB Cuba               |
| Até 97 kg detalhes  | Mohammad Hadi Saravi IRI Irã | Artur Aleksanyan ARM Armênia    | Uzur Dzhuzupbekov KGZ Quirguistão      |
| Até 130 kg detalhes | Mijaín López CUB Cuba        | Yasmani Acosta CHI Chile        | Amin Mirzazadeh IRI Irã                |
| Até 130 kg detalhes | Mijaín López CUB Cuba        | Yasmani Acosta CHI Chile        | Meng Lingzhe CHN China                 |

### Luta livre
Masculino
| Evento              | Ouro                              | Prata                           | Bronze                                |
| ------------------- | --------------------------------- | ------------------------------- | ------------------------------------- |
| Até 57 kg detalhes  | Rei Higuchi JPN Japão             | Spencer Lee USA Estados Unidos  | Aman Sehrawat IND Índia               |
| Até 57 kg detalhes  | Rei Higuchi JPN Japão             | Spencer Lee USA Estados Unidos  | Gulomjon Abdullaev UZB Uzbequistão    |
| Até 65 kg detalhes  | Kotaro Kiyooka JPN Japão          | Rahman Amouzad IRI Irã          | Sebastian Rivera PUR Porto Rico       |
| Até 65 kg detalhes  | Kotaro Kiyooka JPN Japão          | Rahman Amouzad IRI Irã          | Islam Dudaev ALB Albânia              |
| Até 74 kg detalhes  | Razambek Zhamalov UZB Uzbequistão | Daichi Takatani JPN Japão       | Kyle Dake USA Estados Unidos          |
| Até 74 kg detalhes  | Razambek Zhamalov UZB Uzbequistão | Daichi Takatani JPN Japão       | Chermen Valiev ALB Albânia            |
| Até 86 kg detalhes  | Magomed Ramazanov BUL Bulgária    | Hassan Yazdani IRI Irã          | Aaron Brooks USA Estados Unidos       |
| Até 86 kg detalhes  | Magomed Ramazanov BUL Bulgária    | Hassan Yazdani IRI Irã          | Dauren Kurugliev GRE Grécia           |
| Até 97 kg detalhes  | Akhmed Tazhudinov BRN Bahrein     | Givi Matcharashvili GEO Geórgia | Magomedkhan Magomedov AZE Azerbaijão  |
| Até 97 kg detalhes  | Akhmed Tazhudinov BRN Bahrein     | Givi Matcharashvili GEO Geórgia | Amir Ali Azarpira IRI Irã             |
| Até 125 kg detalhes | Geno Petriashvili GEO Geórgia     | Amir Hossein Zare IRI Irã       | Taha Akgül TUR Turquia                |
| Até 125 kg detalhes | Geno Petriashvili GEO Geórgia     | Amir Hossein Zare IRI Irã       | Giorgi Meshvildishvili AZE Azerbaijão |

Feminino
| Evento             | Ouro                                 | Prata                                | Bronze                             |
| ------------------ | ------------------------------------ | ------------------------------------ | ---------------------------------- |
| Até 50 kg detalhes | Sarah Hildebrandt USA Estados Unidos | Yusneylys Guzmán CUB Cuba            | Yui Susaki JPN Japão               |
| Até 50 kg detalhes | Sarah Hildebrandt USA Estados Unidos | Yusneylys Guzmán CUB Cuba            | Feng Ziqi CHN China                |
| Até 53 kg detalhes | Akari Fujinami JPN Japão             | Lucía Yépez ECU Equador              | Choe Hyo-gyong PRK Coreia do Norte |
| Até 53 kg detalhes | Akari Fujinami JPN Japão             | Lucía Yépez ECU Equador              | Pang Qianyu CHN China              |
| Até 57 kg detalhes | Tsugumi Sakurai JPN Japão            | Anastasia Nichita MDA Moldávia       | Helen Maroulis USA Estados Unidos  |
| Até 57 kg detalhes | Tsugumi Sakurai JPN Japão            | Anastasia Nichita MDA Moldávia       | Hong Kexin CHN China               |
| Até 62 kg detalhes | Sakura Motoki JPN Japão              | Iryna Koliadenko UKR Ucrânia         | Aisuluu Tynybekova KGZ Quirguistão |
| Até 62 kg detalhes | Sakura Motoki JPN Japão              | Iryna Koliadenko UKR Ucrânia         | Grace Bullen NOR Noruega           |
| Até 68 kg detalhes | Amit Elor USA Estados Unidos         | Meerim Zhumanazarova KGZ Quirguistão | Buse Tosun Çavuşoğlu TUR Turquia   |
| Até 68 kg detalhes | Amit Elor USA Estados Unidos         | Meerim Zhumanazarova KGZ Quirguistão | Nonoka Ozaki JPN Japão             |
| Até 76 kg detalhes | Yuka Kagami JPN Japão                | Kennedy Blades USA Estados Unidos    | Milaimys Marín CUB Cuba            |
| Até 76 kg detalhes | Yuka Kagami JPN Japão                | Kennedy Blades USA Estados Unidos    | Tatiana Rentería COL Colômbia      |

## Quadro de medalhas

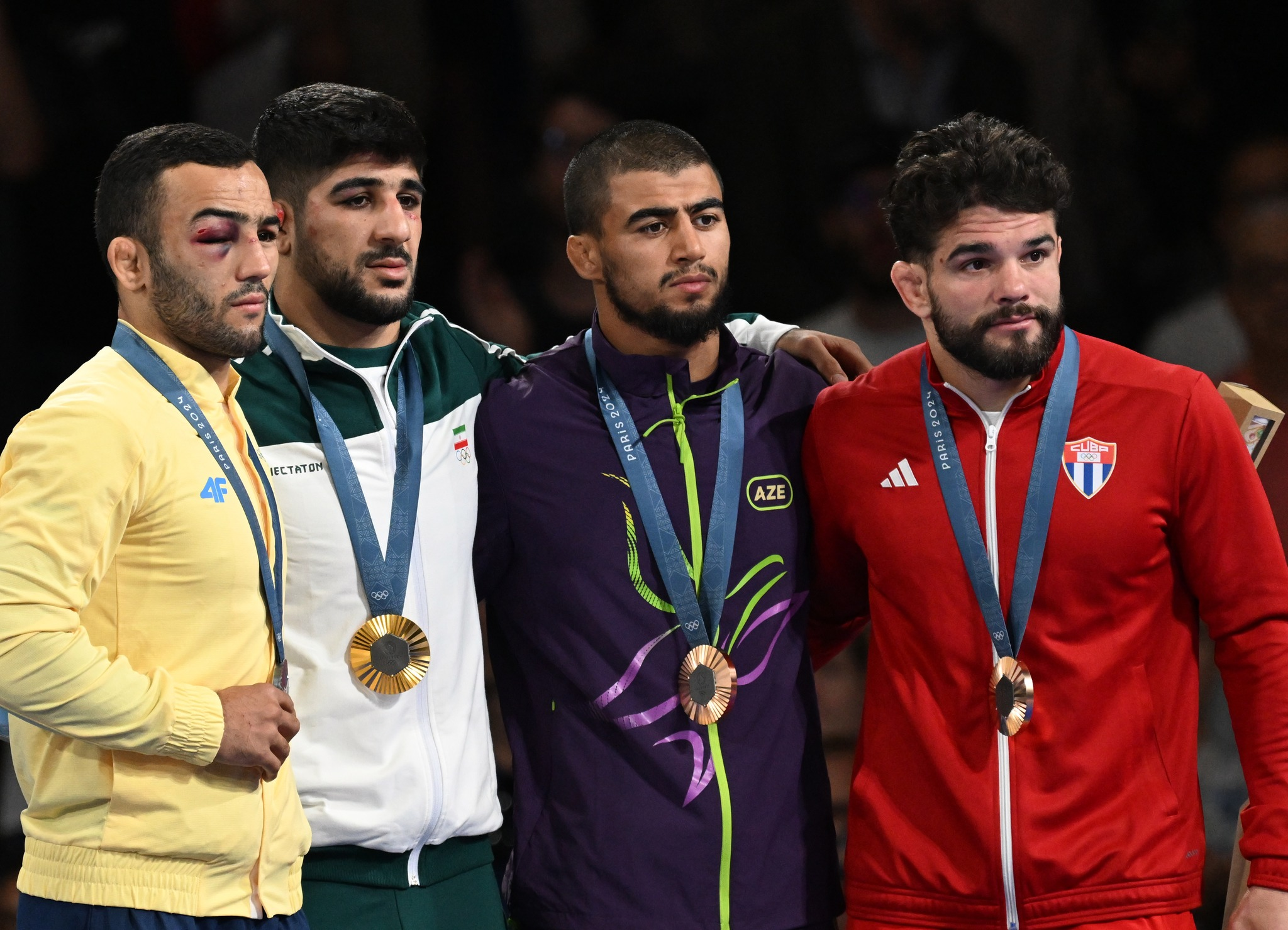
Medalhistas da categoria até 67 kg masculino da luta greco-romana

| Ordem | País                | Medalha de ouro | Medalha de prata | Medalha de bronze |    | Ordem por total |
| ----- | ------------------- | --------------- | ---------------- | ----------------- | -- | --------------- |
| 1     | JPN Japão           | 8               | 1                | 2                 | 11 | 1               |
| 2     | IRI Irã             | 2               | 4                | 2                 | 8  | 2               |
| 3     | USA Estados Unidos  | 2               | 2                | 3                 | 7  | 3               |
| 4     | BUL Bulgária        | 2               |                  |                   | 2  | 9               |
| 5     | CUB Cuba            | 1               | 1                | 3                 | 5  | 4               |
| 6     | GEO Geórgia         | 1               | 1                |                   | 2  | 9               |
| 7     | UZB Uzbequistão     | 1               |                  | 1                 | 2  | 9               |
| 8     | BRN Bahrein         | 1               |                  |                   | 1  | 16              |
| 9     | UKR Ucrânia         |                 | 2                | 1                 | 3  | 7               |
| 10    | CHN China           |                 | 1                | 4                 | 5  | 4               |
|       | KGZ Quirguistão     |                 | 1                | 4                 | 5  | 4               |
| 12    | ARM Armênia         |                 | 1                | 1                 | 2  | 9               |
| 13    | KAZ Cazaquistão     |                 | 1                |                   | 1  | 16              |
|       | CHI Chile           |                 | 1                |                   | 1  | 16              |
|       | ECU Equador         |                 | 1                |                   | 1  | 16              |
|       | MDA Moldávia        |                 | 1                |                   | 1  | 16              |
| 17    | AZE Azerbaijão      |                 |                  | 3                 | 3  | 7               |
| 18    | ALB Albânia         |                 |                  | 2                 | 2  | 9               |
|       | PRK Coreia do Norte |                 |                  | 2                 | 2  | 9               |
|       | TUR Turquia         |                 |                  | 2                 | 2  | 9               |
| 21    | COL Colômbia        |                 |                  | 1                 | 1  | 16              |
|       | DEN Dinamarca       |                 |                  | 1                 | 1  | 16              |
|       | GRE Grécia          |                 |                  | 1                 | 1  | 16              |
|       | IND Índia           |                 |                  | 1                 | 1  | 16              |
|       | NOR Noruega         |                 |                  | 1                 | 1  | 16              |
|       | PUR Porto Rico      |                 |                  | 1                 | 1  | 16              |
| TOTAL | TOTAL               | 18              | 18               | 36                | 72 | —               |